# Ameghino Gully
Das Ameghino Gully ist eine rinnenartige Schlucht an der Nordenskjöld-Küste des Grahamlands auf der Antarktischen Halbinsel. Sie verläuft in ost-westlicher Ausrichtung durch die Felsausläufer auf der Westseite der Longing-Halbinsel.
Der Name der Schlucht, im Jahr 1990 vergeben durch das UK Antarctic Place-Names Committee, leitet sich ab von der unweit gelegenen argentinischen Schutzhütte Refugio Ameghino. Deren Namensgeber ist der argentinische Geologe und Anthropologe Florentino Ameghino (1854–1911).